# The Return of a Man Called Horse
The Return of a Man Called Horse (bra: A Vingança de um Homem Chamado Cavalo; prt: O Regresso do Homem Chamado Cavalo) é um filme estadunidense de 1976, do gênero western, dirigido por Irvin Kershner.
Trata-se da sequência de A Man Called Horse, de 1970, também protagonizado por Richard Harris, por sua vez baseado no romance Indian Country de Dorothy M. Johnson (posteriormente rebatizado de A Man Called Horse).
O filme teve locações em Dacota do Sul, Inglaterra e México, entre outros.

## Sinopse
Por volta de 1840, três anos depois que o inglês John Morgan retornara ao seu país, a tribo sioux dos Mãos-Amarelas é massacrada e os poucos sobreviventes, expulsos de suas terras, por força do ataque de uma tribo inimiga, que age com apoio de caçadores brancos. Estes estavam irritados com os índios que destruíam suas armadilhas. Além disso, os caçadores contavam com ajuda oficial, construindo um forte às margens de um rio.
Nesse ínterim, Morgan estava insatisfeito e resolve retornar à América, pretendendo passar 1 ano com os Mãos Amarelas, que se tornaram seu povo adotivo. Ao chegar ele se inteira da situação dramática dos índios. E resolve motivá-los a contra-atacar e retomar suas terras. Os índios ainda estão abalados, e resolvem submeter Morgan e outros jovens guerreiros ao ritual de "purificação" dos corpos, para que eles se lembrem de quem são.

## Elenco principal
- Richard Harris - John Morgan
- Gale Sondergaard - Mulher Alce
- Geoffrey Lewis - Zenas
- William Lucking - Tom Gryce
- Jorge Luke - Caçador de búfalos
- Jorge Russek - Ferreiro
- Claudio Brook - Chemin De Fer
- Enrique Lucero - Corvo
- Alberto Mariscal - Nuvem Vermelha